# Horní Radechová
Horní Radechová (německy Ober Radechau) je obec v okrese Náchod v Královéhradeckém kraji. Leží zhruba tři kilometry jihozápadně od Hronova a šest kilometrů severozápad od Náchoda v nadmořské výšce 416 metrů. Rozkládá se na severu Podorlické pahorkatiny, podél potoka Radechovka. Obcí prochází silnice I/14. Žije zde 524 obyvatel (1131 r. 1869, 627 r. 1950, 453 r. 1970, 415 r. 1980).

## Historie
První písemná zmínka o obci pochází z roku 1402. V posledních letech 18. století byla jednou z obcí, kde nechal zřídit školu majitel náchodského panství Petr Biron, vévoda Kuronský. V roce 1890 měla Horní Radechová 1156 obyvatel, čtyřtřídní školu a mlýn.

## Obyvatelstvo
| Rok            | 1869  | 1880  | 1890  | 1900  | 1910  | 1921  | 1930 | 1950 | 1961 | 1970 | 1980 | 1991 | 2001 | 2011 | 2021 |
| -------------- | ----- | ----- | ----- | ----- | ----- | ----- | ---- | ---- | ---- | ---- | ---- | ---- | ---- | ---- | ---- |
| Počet obyvatel | 1 512 | 1 253 | 1 339 | 1 245 | 1 174 | 1 239 | 946  | 822  | 638  | 528  | 494  | 434  | 445  | 495  | 499  |
| Počet domů     | 205   | 217   | 222   | 229   | 234   | 254   | 266  | 265  | 183  | 164  | 146  | 176  | 191  | 204  | 212  |

## Obecní správa

### Části obce
- Horní Radechová
- Slavíkov

### Obecní symboly
Znak a vlajka byly obci uděleny rozhodnutím předsedy Poslanecké sněmovny Parlamentu České republiky dne 27. února 2004.

## Pamětihodnosti
- Kaple svatého Cyrila a Metoděje
- Socha svatého Jana Nepomuckého z roku 1816[10]

## Rodáci
- Jan Balcar (1832–1888), lidový náboženský myslitel
- Jan Dobeš (1845–1926), učitel v Náchodě a Červeném Kostelci, kreslíř, ilustrátor vlastivědných a přírodopisných knih
- Josef Kaněra (1854–1914), rakousko-uherský státní úředník a politik
- Antonín Chráska (1868–1953), protestantský kazatel, teolog a překladatel
- generál Jan Kratochvíl (1889–1975), velitel 1. československého armádního sboru na východní frontě